# Acústica musical
La acústica musical es la rama de la acústica que está especializada en la investigación y descripción de la física de la música (es decir, cómo son los sonidos empleados para producir música), y el estudio de la audición musical, encargándose de mejorar los sonidos procedentes de los instrumentos musicales, la voz (la física del habla y el canto) y el análisis computacional de la melodía.

## Métodos y campos de estudio
- Análisis de frecuencia.
- Análisis de la estructura musical.
- Síntesis de sonidos musicales.
- Reconocimiento musical, basado en la física (también conocido como psicoacústica).

## Aspectos físicos
Cuando dos tonos diferentes se tocan al mismo tiempo, sus ondas sonoras interactúan - los agudos y los graves con la presión del aire se refuerzan para producir una onda sonora diferente. Como resultado, cualquier onda sonora que sea más complicada que una onda sinusoidal se puede modelar como muchas ondas sinusoidales diferentes de las frecuencias y amplitudes adecuadas (un Espectro de frecuencias). En los humanos, el aparato auditivo (compuesto del oído y el cerebro) puede normalmente aislar estos tonos y distinguirlos. Cuando dos o más tonos se tocan a la vez, una variación de la presión del aire en el oído reproduce todos los tonos y el oído (y principalmente el cerebro) los aíslan y decodifican en distintos tonos.
Cuando las fuentes de sonido son perfectamente periódicas, la nota está compuesta por varios tonos consistentes en ondas sinusoidales relacionadas (que matemáticamente se añaden a cada una) llamadas fundamental, armónicos y sobretonos. La frecuencia más baja es la fundamental y es la frecuencia a la que la onda completa vibra. Los sobretonos vibran más deprisa que el tono fundamental, pero tienen que vibrar a múltiplos enteros del fundamental para que la onda final tenga el mismo ciclo. Los instrumentos reales son casi periódicos, pero las frecuencias de los sobretonos son ligeramente imperfectas, así que la forma de la onda cambia ligeramente a través del tiempo.

## Aspectos subjetivos
Las variaciones en la presión del aire contra la pared de la oreja, y los consiguientes procesamientos e interpretaciones físicas y neurológicas, dan lugar a la experiencia subjetiva llamada «sonido». Muchos sonidos que la gente reconoce como "musicales" están dominados por vibraciones periódicas más que por no periódicas (llamadas tonos definidos) y al mecanismo de transmisión nos referimos como «onda sonora». De manera simple, el sonido de una sinusoide, que se considera el modelo más básico de una forma de onda sonora, causa que la presión del aire aumente y disminuya de manera regular y se escucha como un tono muy "puro". Los tonos puros se pueden producir con un diapasón o silbando aunque los tonos realmente puros (solamente una onda fundamental) se pueden conseguir únicamente por medios electrónicos o digitales. La tasa de variación de la presión del aire gobierna la frecuencia del tono, que se mide en ciclos por segundo o hercios. La frecuencia primaria percibida se llama tono fundamental.

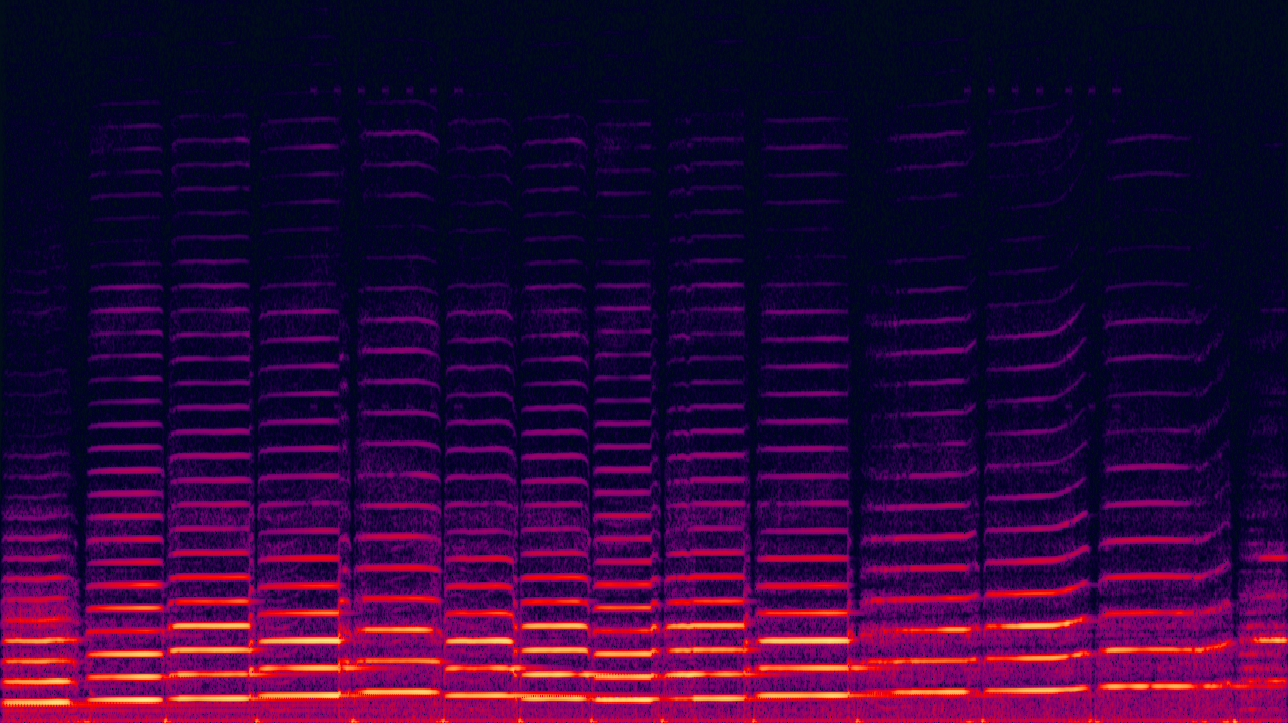
Un espectrograma de sonido de violín. Las líneas brillantes en la parte de abajo son los fundamentales de cada nota y las otras líneas brillantes cercanas son los sobretonos armónicos, en conjunto, forman el espectro de frecuencias.

## Armónicos, parciales y sobretonos
La fundamental es la frecuencia a la que vibra la onda completa. Los sobretonos son otros componentes sinusoides presentes a frecuencias superiores a la fundamental. Todos los componentes de frecuencia que forman la forma de onda completa, incluyendo el fundamental y los sobretonos se llaman parciales.
Los sobretonos que son múltiplos enteros del fundamental se llaman armónicos. Cuando un sobretono está cerca de ser armónico, a menudo se llama armónico parcial, aunque se denomina simplemente como armónico. Algunas veces los sobretonos no están cerca de ningún armónico, entonces se llaman parciales o sobretonos inarmónicos.
La frecuencia fundamental se considera el primer armónico y el primer parcial. La numeración de los parciales y armónicos es normalmente la misma, el segundo parcial es el segundo armónico, etc. Pero si hay parciales inarmónicos, la numeración no coincidirá. Los sobretonos, están numerados según estén por encima del fundamental. Hablando estrictamente, el primer sobretono es el segundo parcial (y normalmente el segundo armónico). Como esto puede resultar confuso, solo los armónicos se llaman por sus números y los sobretonos y los parciales se describen según su relación con estos armónicos.

## Armónicos y no linealidades

Onda simétrica y otra asimétrica. La roja contiene el fundamental y los armónicos impares, la verde contiene el fundamental y los pares.

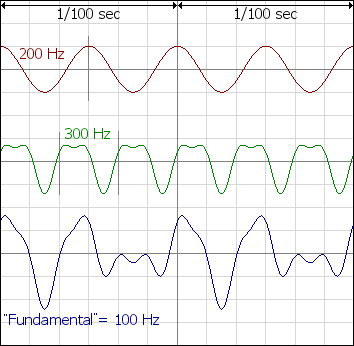
Ondas de 200 y 300 y su suma, mostrando los periodos de cada una.

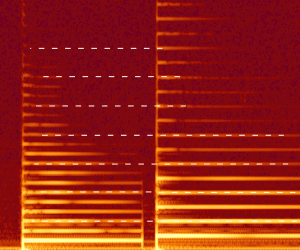
Espectrograma de un violín tocando una nota y una quinta justa encima. Los parciales compartidos están resaltados con guiones blancos.

Cuando una onda periódica está compuesta de un fundamental y solo armónicos impares (f, 3f, 5f, 7f, …), la onda suma es una media onda simétrica, es decir, se puede invertir y cambiar la fase y sería exactamente la misma. Si la onda tiene algún armónico par (0f, 2f, 4f, 6f, …) será asimétrica, la parte de arriba no será una imagen especular de la de abajo.
El contrario también es cierto. Un sistema que cambia la forma de la onda (mediante escalado o desplazamiento de fase) crea armónicos adicionales (distorsión armónica) y se dice que es un sistema no lineal. Si afecta a la onda simétricamente, los armónicos producidos solo serán impares, si la afecta asimétricamente, habrá al menos un armónico par.

## Armonía
Si dos notas se tocan simultáneamente, con una razón de frecuencia que son fracciones simples (p. ej.: 2/1, 3/2 o 5/4), entonces la onda compuesta seguirá siendo periódica y la combinación sonará en consonancia- Por ejemplo, una nota vibrando a 200 Hz y una nota vibrando a 300 Hz (una quinta perfecta o una razón de 3/2 sobre 200 Hz) se añadirá para formar una onda de 100 Hz, cada 1/100 segundos la onda de 300 Hz se repetirá tres veces y la de 200 Hz dos, aunque la onda dejará de ser sinusiodal.
Además, las dos notas tendrán muchos parciales iguales. Por ejemplo, la nota de 200 Hz tendrá armónicos a
(200,) 400, 600, 800, 1000, 1200, …
La nota con frecuencia fundamental de 300 Hz tendrá armónicos a
(300,) 600, 900, 1200, 1500, …
Por tanto, las dos notas tendrán en común los armónicos de 600 y 1200 y coincidirán más veces en la serie.
La combinación de ondas compuestas con frecuencias fundamentales pequeñas y múltiplo o parciales relativamente cercanos es lo que causa la sensación de armonía.
Cuando dos frecuencias están cerca de ser una fracción simple, la onda compuesta tendrá ciclos suficientemente cercanos para escuchar la cancelación de las ondas como un pulso estable en lugar de un tono. Se dice que se ha producido un batimiento o disonancia.
La frecuencia de abatimiento se calcula como la diferencia de frecuencia de dos notas. Siguiendo el ejemplo anterior, [200 Hz - 300 Hz] = 100 Hz. Otro ejemplo, una combinación de dos ondas de 3425 Hz y 3426 Hz produciría abatimiento una vez cada segundo (|3425 Hz - 3426 Hz| = 1 Hz). Estos efectos los explica la teoría de la modulación.
La diferencia entre consonancia y disonancia no está claramente definida, pero la principal es el abatimiento de frecuencia, el intervalo más probable para que sea consonante. Helmholtz propuso que la disonancia máxima entre dos tonos puros se produce cuando la tasa de abatimiento es aproximadamente 35Hz.  Archivado el 22 de agosto de 2017 en Wayback Machine.

## Escalas
El material de una composición musical está normalmente seleccionado de una colección de notas conocidas como escala. Como mucha gente no puede determinar adecuadamente frecuencias absolutas, la identidad de una escala descansa en la relación de frecuencias entre sus tonos (conocidos como intervalos).
La escala diatónica aparece en escritos a lo largo de la historia, consistente en siete tonos en cada octava. En la entonación natural la escala diatónica puede ser fácilmente construida utilizando tres intervalos simples en la octava, la quinta justa (3/2), la cuarta justa (4/3) y la tercera mayor (5/4). Las formas de la quinta y la tercera están naturalmente presentes en las series armónicas de los resonadores armónicos, estos son procesos muy simples.
La siguiente tabla muestra las relaciones entre las frecuencias de todas las notas de la escala y la frecuencia fijada para la primera nota de la escala.
| C | D   | E   | F   | G   | A   | B    | C |
| - | --- | --- | --- | --- | --- | ---- | - |
| 1 | 9/8 | 5/4 | 4/3 | 3/2 | 5/3 | 15/8 | 2 |

Hay otras escalas disponibles que no se basan solo en la entonación, aunque esta es la forma más conocida. Las escalas que no se basan solo en la entonación y tienen sus propios intervalos de ajuste bajo otros criterios conocidos como temperamento, de los que el temperamento justo es el más utilizado. Los temperamentos, aunque ocultan la pureza acústica de los intervalos justos con frecuencia tienen otras propiedades deseables, como un círculo de quintas cerrado.

## Evolución de las escalas

### Pruebas arqueológicas
Un punto de vista actual entre muchos profanos y escolares indican que las escalas tonales y las tonalidades vienen de sobretonos naturales. [Ver, de casi más de 100 fuentes similares: Aristóteles, Problemas, Libro XIX.10-13, Helmholtz The Sensations of Tone; Jeans, Science & Music; - a https://web.archive.org/web/20070212134229/http://www.percepp.demon.co.uk/pythagor.htm Robin Allot, Las Bases Biológicas de la Música.]
Se han encontrado hallazgos arqueológicos en excavaciones que representan la aparición de la escala diatónica por pueblos que no conocían nada de la relación acústica de los tonos. Muchas de las pruebas arqueológicas que toman en consideración esta teoría se han encontrado en las últimas décadas y sugieren que la evolución universal o natural de las escalas puede ser verdad. La prueba de esto incluye el hallazgo reciente en Divje Babe de la flauta Neardental de hace 50.000 años, la canción más antigua del mundo (de artefactos cuneiformes asirios) de hace 4.000 años (descifrada por el profesor Ann Kilmer y la canción es diatónica y utiliza armonía basada en terceras, similar al antiguo gymel inglés [Kilmer, Crocket, Brown: Sonidos del Silencio 1976, Bit Enki Publications, Berkeley, Calif. LC# 76-16729].
Hay un hallazgo reciente, de una serie de flautas de 9000 años en China, una de ellas sigue pudiéndose tocar 8 notas, incluyendo la octava. [Ver: AP wire news: 9/23/99 by J. Verrengia]. Incluso una de la flautas tenía un pequeño agujero taladrado extra para mejorar la precisión de la octava nota. (Ver: Jiahu; Ver el artículo y las fotografías on-line del número de septiembre de 1999 de la revista Nature cuando se anunció el hallazgo). El hallazgo de Jiahu representa al menos el desarrollo de otra escala de 7 u 8 notas, evolucionando de escalas de 5 o 6 notas.(Ver las exposiciones de los musicólogos chinos en Estudios sobre Arqueología Musical III (2003) en línea). 
Helmholtz en su investigación histórica para su libro The Sansation of tone también escribió que las escalas se desarrollaban igual dondequiera que fuera hacia las escalas más largas de 7 notas (y con la octava añadida) hacia una escala de 8 notas.
Estos hallazgos, hechos por arqueólogos independientes, revelan parecidos con las escalas actuales. El profesor G. Harbottle, uno de los autores del artículo de Nature declaró que le gusta la afinación de la flauta en la escala diatónica en una entrevista para las noticias de la Fox.[Arizona Republic Newspaper. AP wire news: 9/23/99.]

### Una teoría acústica del origen de las escalas
Originalmente publicado en 1958, el Origen de la Música (1970, 1981, ISBN 0-912424-06-0), reivindica que los sobretonos más audibles de los tres intervalos universales (octava, cuarta y quinta) se encuentran en el rango de esa octava, esto da pie a la más común de las escalas: la escala pentatónica, la mayor y la menor (dependiendo de cuantos sobretonos se ubiquen).
La intensidad audible desigual de los sobretonos determina el papel y la potencia de cada nota en una escala (tónica, dominante o subdominante), p. ej. la tonalidad y las tonal escalas.
La escala natural o acústica musical y su tonalidad (una forma de escala en la que hay notas fuertes y débiles, más que otras notas de igual importancia) surgió en los tiempos antiguos como sigue, de acuerdo a la teoría del musicólogo Bob Fink: 
Escuchamos la octava como el sobretono más sonoro que cualquier nota, sería DO. La siguiente nota más sonora [y diferente] sería un tono (cuando la bajamos una octava) coincide con la quinta nota de una escala, llamada la "quinta". En la escala de DO, sería SOL. La nota que produce media DO como un sobretono audible coincidiría con la cuarta nota de la escala, FA.
Estas creaciones que son llamadas la tónica, la quinta y la cuarta, son pasos (o "intervalos") en la escala cuando se tocan fuerte como notas separadas. Este trío de intervalos van del más notable al más audible sobretono a una nota dada.
La tónica, cuarta y quinta se encuentran en las escalas musicales de prácticamente todas las culturas de todos los periodos de la música humana.
Cuando cada uno de los intervalos suena como una nota separada, tienen sus propios sobretonos audibles. Las influencias de los más sonoros de todos estos sobretonos sugieren (por una evolución del proceso) que las notas pueden rellenar el resto de las notas encontradas en las escalas más conocidas en el mundo y en la historia.
Esto también explica por qué hay notas fuertes y débiles en la escala, por qué hay solo dos semitonos históricamente aceptados en la escala y por qué las
notas históricamente entraron en la escala cuando lo hicieron, etc.

### Derivación de las diferentes escalas
Debajo se muestran los sobretonos de estos tres intervalos.Encadenando los tres sobretonos (diferentes) más audibles con el espacio de una octava y se puede obtener la escala mayor y otras escalas (dejando los sobretonos de la octava repetida y los sobretonos inaudibles como redundantes):
```
    TÓNICO C:    Sobretonos: C, G, E, (y B-bemol; inaudible) 
    QUINTA G:    Sobretonos: G, D, B, (y F) 
    CUARTA F:    Sobretonos: F, C, A, (y E-bemol;) 
```

Utilizando estas notas y sobretonos, podemos listar estas escalas:
Escala mayor: C, D, E, F, G, A, B, C.
Sustituyendo los tres tonos más débiles (las notas 3.ª, 6.ª y 7.ª de la escala) con otras tres notas (que incluyen el siguiente sobretono par más débil listado arriba en paréntesis), que son bemoles, tienes la escala menor. (La 6.ª nota de arriba es la más fuerte de las tres porque no forma semitonos con las notas adyacentes en la escala mayor. Los semitonos en las escalas, como apuntó Helmholtz en Las Sensaciones del Tono fueron evitadas por casi todas las primeras culturas. «Muchos países evitaron utilizar intervalos menores de un tono…»):
Escala menor: C, D, E-bemol, F, G, A-bemol, B-bemol, C
Debido a que estos dos sobretonos (correspondientes a las notas E y B) son muy débiles acústicamente, fueron los últimos en incorporarse a la escala, cómo fueron reubicados es una cuestión de incertidumbre histórica. Mucha gente los reubicó en algún lugar entre la menor y la mayor (en las "grietas" del piano), produciendo que sean históricamente conocidos como notas "azules" o "neutras".
O si las notas 3.ª y 7.ª fueron omitidas a la vez (de ese modo se evitaban los semitonos), dieron como resultado las «notas negras» del piano pentatónico de 5 notas.
Escala pentatónica: C, D, E, G, A, C

### Semitonos en la escala y evolución de la armonía
El proceso de añadir semitonos provisionales en la escala pentatónica se llevó a cabo en China, en la música escocesa, etc., e incluso los nombres dados a las notas en las diferentes culturas son similares: notas "pasantes", "sensibles" y "apropiadas". Parece que era solo la utilidad funcional de los semitonos lo que eventualmente le permitió entrar en las escalas, como las escalas evolucionaron y fueron reconocidas por varias culturas musicales, muchas palabras evolucionaron y se añadieron esporádicamente al uso y permanentemente en los diccionarios.
Sin embargo, el Papa Juan XXII en 1322 frenó el proceso y emitió un edicto contra el uso de la séptima como un tono sensible y prohibió su notación en la música escrita. Curt Sachs escribió que los chinos denominaron los tonos sensibles como "pien", significando "llegando a ser" o "en el camino de". Los escoceses hicieron una descripción similar para los tonos principales. Sachs escribió: "La evolución de las escalas en el Este de Asia… empezó por escalas pentatónicas estrictas". En etapas posteriores, los dos tonos "saltados" (3.ª y 7.ª), como Sach escribió: «fueron admitidos en las escalas, aunque solo como notas pasantes. Finalmente, se incorporaron completamente». (Aparición de la Música en el Mundo Antiguo pp.134-5, véase también Helmholtz' Sensations of Tone, p. 287.)
La armonía evolucionó como un medio para realzar las relaciones internas de los sobretonos entre las notas en las escalas y las notas en las melodías. Incluso los nombres que evolucionaron para dichas relaciones eran representaciones perfectas de su papel acústico o tonal incluso aunque los nombres ("dominante", "sub-dominante" y "nota clave / tónica") también se conocieron por pueblos sin conocimientos de acústica.
La teoría del trío indica que el oído puede discernir sonidos entre armoniosos y disonantes porque el oído podría escuchar estas propiedades acústicas sin tener un conocimiento consciente de que existen o aprenderlos únicamente por condicionamiento.
No hay ninguna duda sobre que solamente la acústica no puede explicar todas las cuestiones musicales, como la psicología, el conocimiento, el condicionamiento, los dictados culturales y los gustos están presentes en la evolución de los procesos acústicos descritos aquí.